# 종합마술

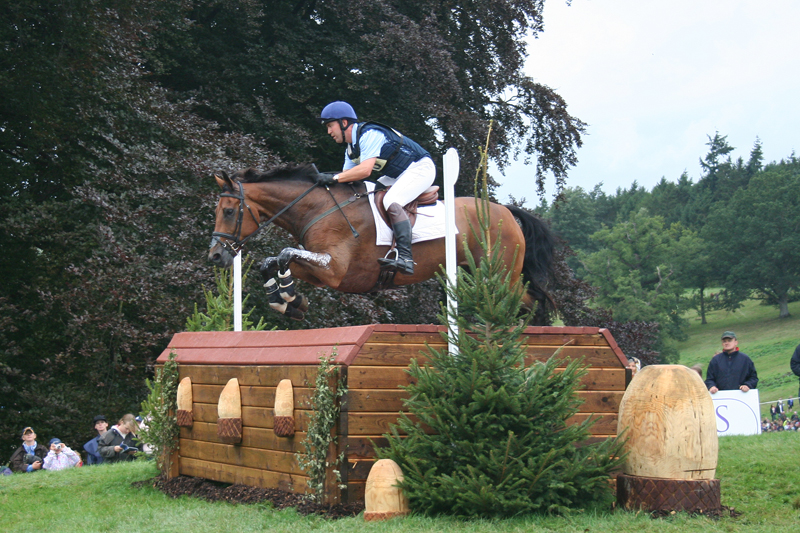

종합마술(綜合馬術)은 승마 경기 중 하나이다. 영어로는 이벤팅(영어: Eventing)이라고 하며, 3일 간 경기가 이루어지므로, 스리데이 이벤트(three-day event)라고도 한다.
한 선수가 한 마리의 말을 가지고 3일 동안 경기를 치른다. 첫날은 마장마술, 둘째 날은 크로스컨트리(야외기승), 셋째 날은 장애물 경기를 실시한 뒤 3일간의 점수를 합산하여 최종 순위를 결정한다. 첫날과 셋째 날의 경기는 일반 마장마술이나 장애물 경기와 실시요령이 같다. 둘째 날의 크로스컨트리경기는 야외부 정지기승이라고 하는데, 종합마술경기에서 가장 험하고 힘든 구간이다. 언덕 또는 내리막길에 굵은 통나무로 고정시켜 설치해 놓은 장애물과 도랑, 둑 등이 있어 이것을 넘으며 주행하는 구간이다. 이 구간에서는 선수와 말의 부상도 많이 발생하므로 선수와 말 모두에게 용기와 기량이 요구된다.